# Hirotaka Ishihara
Pour les articles homonymes, voir Ishihara.
Hirotaka Ishihara (石原 宏高, Ishihara Hirotaka, 19 juin 1964-) est un homme politique japonais.

## Biographie
Il est le troisième fils de l'auteur Shintarō Ishihara (gouverneur de Tōkyō de 1999 à 2012 et parlementaire de 1965 à 1995 et depuis 2012) et le frère cadet d'un autre homme politique, l'ancien ministre Nobuteru Ishihara, mais aussi de l'acteur Yoshizumi Ishihara. Hirotaka Ishihara est membre de la Chambre des représentants, député du troisième district de Tōkyō sous la bannière du Parti libéral démocrate, de 2005 et 2009 et depuis 2012. Il est l'une des victimes de la défaite de son parti lors des élections législatives du 30 août 2009, étant battu par le candidat démocrate Jin Matsubara qu'il avait lui-même vaincu en 2005 et qu'il défait à nouveau le 16 décembre 2012.
Hirotaka Ishihara a fait une partie de ses études à l'Université de Boston et habitait alors chez Benigno Aquino, chef de l'opposition philippine qui était l'ami de son père et qui a été assassiné en 1983 à l'aéroport de Manille lors de son retour d'exil.
Après ses études, refusant de prendre la succession politique de son père, il s'est engagé dans le privé. Il devint assistant-directeur au bureau de New York et de Bangkok de l'Industrial Bank of Japan. De retour au Japon, il servit le groupe financier Mizuho.
Inspiré par le combat politique de Benigno Aquino, il s'est décidé à son tour à entrer en politique et s'est lancé lors des élections générales du 9 novembre 2003 sous la bannière du Parti libéral démocrate. Soutenu par son père et par son frère aîné, Nobuteru Ishihara, lui-même député, il lança sa première campagne le 22 octobre 2003 en déclarant alors devant une foule de 1000 personnes : "J'engagerais mes plus grands efforts pour créer une nation où les gens peuvent avoir des rêves". Cependant face à Jin Matsubara du Parti démocrate, il n'a pas réussi à remporter le siège de représentant du troisième district de Tōkyō. En 2005, lors de la 44e élection de la Chambre basse, qui a été un très grand succès pour le PLD, il est devenu le représentant du troisième district de Tōkyō. En juin 2006, lors de l'affaire de la Banque du Japon, la banque centrale japonaise, Hirotaka Ishihara a été très critique vis-à-vis de Toshihiko Fukui, gouverneur de la banque. En 2009, il perd son siège de député au profit du démocrate Jin Matsubara, mais le retrouve en 2012. Depuis cette date, trois membres de la famille Ishihara siègent à la Chambre des représentants : Hirotaka, son père Shintarō (président de l'Association pour la restauration du Japon) et son frère aîné Nobuteru (lui-aussi membre du PLD).
Hirotaka Ishihara est membre du Bureau international du PLD et est aussi le président de l'Association pour la coopération internationale.